# Oestringfelde
Oestringfelde ist ein Stadtteil von Schortens im Landkreis Friesland in Niedersachsen. Oestringfelde bildet mit Heidmühle, Schortens und Ostiem zusammen den Ortskern der Stadt mit circa 13.000 Einwohnern.

## Lage
Oestringfelde liegt im Jeverland auf der friesischen Halbinsel, am Rand der Marsch. Zahlreiche Dörfer, etwa die benachbarten Stadtteile Accum und Schoost liegen auf in die Marsch hereinragenden Geestzungen, zwischen denen es früher ausgedehnte Moor- und Heidegebiete gab.

## Geschichte
Erste Spuren der Besiedlung im heutigen Stadtgebiet reichen bis ins 5. Jahrhundert zurück. Damals gab es Schortens als Einheit noch nicht, sondern an seiner Stelle lagen verschiedene Bauerschaften und kleinere Dörfer. Die Verwaltungseinheiten waren die Kirchspiele, deren Grenzen im Wesentlichen durch die geographischen Gegebenheiten (beispielsweise Flüsse und andere Hindernisse) abgesteckt waren. Nach dem Bau der St.-Stephanus-Kirche und einer damit verbundenen Neueinteilung der Kirchspiele entwickelte sich der heutige Ortskern von Schortens zum geistigen Zentrum des näheren Umkreises, wozu auch das nahe gelegene Kloster Oestringfelde beitrug, das im Mittelalter in der ganzen Region aufgrund seiner Pferdezucht bekannt war. Von dem Kloster existiert heute nur noch eine Ruine im Klosterpark.
Das Kloster Oestringfelde wurde 1175 nach einem Sieg der Östringer über die Rüstringer bei Schakelhave erbaut. Das Kollegiatstift mit Kirche, Wohn- und Nebengebäuden war der heiligen Mutter Maria geweiht und wurde das geistige Zentrum der Landgemeinde Östringen. Hier entstand die sogenannte Östringer Chronik, die einzige mittelalterliche Chronik des Jeverlandes, von der heute nur noch zum Teil abweichende Abschriften erhalten sind. 1272 wurden die Klostergebäude durch einen Brand zerstört. 1323 erfolgte die Grundsteinlegung für den Wehrturm des Klosters, der auch der Landesverteidigung diente. Nach der Pestepidemie um 1350 erhielt der Dominikanerorden in Norden die verlassenen Gebäude zum Aufbau eines Dominikanerinnenklosters und der Turmbau wurde mit Landesmitteln der Östringer vollendet.

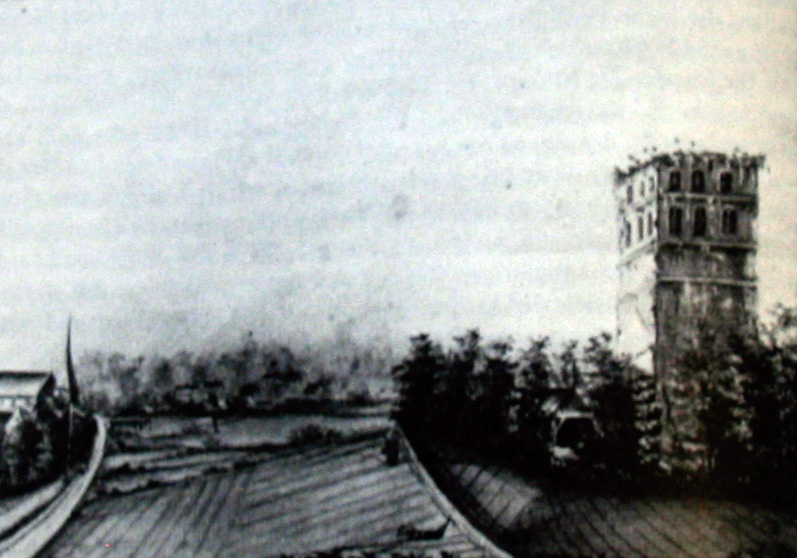
Turm des abgebrochenen Klosters Östringsfelde, Gemälde von 1789

Der Turm des Klosters soll mit rund 50 Metern nach dem Kirchturm in Marienhafe der höchste auf der ostfriesischen Halbinsel gewesen sein. Ein amtlicher Bericht aus dem Jahr 1769 beschreibt den Turm mit einer quadratischen Grundfläche von 13 Meter mal 13 Meter. Im unteren Bereich hatten die Mauern eine Stärke von vier Metern, im oberen Bereich von zwei Metern. Das Mauerwerk bestand außen aus Granitquadern und innen aus Backsteinen. Eine dem amtlichen Bericht beiliegende Skizze zeigt in den beiden oberen Stockwerken zwei übereinanderliegende Reihen von je drei rundbogigen Fensteröffnungen, eine durch einen Pfeiler geteilt. Die an den Turm gebaute Kirche war einschiffig.
Das Kloster wurde als Wehrbau, als Versammlungsort und zu Tagungen genutzt. So wurde im Kloster z. B. der Östringer Vertrag zwischen Maria von Jever und Graf Enno II. von Ostfriesland ausgehandelt.
Das Kloster wurde 1577 von Graf Johann VII. von Oldenburg aufgehoben und Graf Anton Günter von Oldenburg begann 1609 mit dem Abbruch der Gebäude. Der mächtige Turm stand noch rund 150 Jahre und wurde erst 1769 unter der Herrschaft von Friedrich August von Anhalt-Zerbst abgebrochen.
1839 wurde das Klostergelände mit den verbliebenen Gebäuderesten an den Großherzoglichen oldenburgischen Hofrat Heinrich Georg Ehrentraut (1798–1866) verkauft. Er legte einen Garten an und bildete mit den 1844 bei Ausgrabungen gefundenen Granitsteinen den Grundriss des Klosterturmes nach. Nach 1900 wurde das ehemalige Klostergut nach und nach zerstückelt und verkauft. Die Gemeinde Schortens erwarb einen Teil des Geländes und wandelte den Garten in den heutigen Klosterpark um, der 1985 unter Landschaftsschutz gestellt wurde.
Am 6. Dezember 2011 wurde der Stadt für die Ortsteile Schortens, Heidmühle, Ostiem, Oestringfelde und Grafschaft offiziell das Prädikat „staatlich anerkannter Erholungsort“ verliehen.